# Yamanakako
Yamanakako (山中湖村 Yamanakako-mura?) es una villa en la prefectura de Yamanashi, Japón, localizada en la parte central de la isla de Honshū, en la región de Chūbu. Tenía una población estimada de 5170 habitantes el 1 de marzo de 2021 y una densidad de población de 98 personas por km².

## Geografía
Yamanakako está localizada en el extremo sureste de la prefectura de Yamanashi, con el lago Yamanaka, uno de los cinco lagos del Fuji, encontrado en el centro de la villa. Gran parte del área del pueblo es bosque protegido, que se extiende hasta la base del monte Fuji, que también es visible desde muchos lugares de la villa.

## Historia
Se han encontrado numerosos restos del período Jōmon cerca del lago Yamanaka, y el antiguo condado de Tsuru, del que forma parte el área, se menciona a finales del período Nara en los registros del Engishiki. El área era una región fronteriza disputada entre el clan Takeda, el clan Imagawa y el clan Odawara Hōjō durante el período Sengoku.
Durante el período Edo toda la provincia de Kai era territorio bajo control directo del shogunato Tokugawa. Con el establecimiento del sistema de municipios modernos a principios del período Meiji, en 1875 fue creada la aldea de Nakano dentro del distrito Minamitsuru en la prefectura de Yamanashi, tras la fusión de las aldeas Yamanaka e Hirano y pasó a llamarse Yamanakako el 1 de enero de 1965.

## Demografía
Según los datos del censo japonés, la población de Yamanakako ha crecido en los últimos 30 años.
| Gráfica de evolución demográfica de Yamanakako entre 1940 y 2015 |
|                                                                  |
| Oficina de Estadística de Japón                                  |